# Carlos Noreña
Carlos Noreña Echevarría (La Habana, 16 de febrero de 1889 - Madrid, 14 de octubre de 1936) fue un militar y cartógrafo español que fue ejecutado a los pocos meses del inicio de la Guerra Civil Española porque se negó a incorporarse a las fuerzas militares que se oponían a la sublevación.

## Biografía
Nació en Cuba, aún territorio español, en 1889, en una familia de militares (su padre, Carlos Noreña Krick, era oficial del cuerpo jurídico militar, así como poeta y autor costumbrista). En 1904 ingresó en la Academia de Infantería, de la que se graduó con el grado de teniente en 1907. En 1909 fue destinado a Melilla, por lo que participó en diversas acciones militares contra las cabilas rifeñas durante el conflicto conocido como guerra de Melilla (que se extendió entre julio, cuando tuvo lugar el desastre del barranco del Lobo, hasta noviembre de ese año). Por sus méritos en las operaciones militares en las que intervino obtuvo la cruz de 1.ª clase al Mérito Militar con distintivo rojo. Al año siguiente regresó a la península para proseguir su formación en la Escuela Superior de Guerra, ingresando en el Cuerpo de Estado Mayor. En 1915 obtuvo el grado de capitán, con destino primero en Zaragoza y luego en Madrid. Ese mismo año contrajo matrimonio. Entre 1922 y 1927, ya como comandante, impartió clases en la Escuela Superior de Guerra. En julio de 1927 fue destinado a Larache, quedando adscrito al Estado Mayor de las fuerzas militares estacionadas en el protectorado de Marruecos. Entre 1929 y 1931 siguió cursos en la Escuela Superior de Guerra de París. Ascendido a teniente coronel en 1930, en octubre de 1931 quedó adscrito al Estado Mayor Central. En mayo de 1934 fue designado como jefe, por parte española, de la Comisión de Límites de Ifni, una comisión mixta hispano-francesa que se encargó de deslindar la frontera del territorio bajo control español, que acababa de ser efectivamente ocupado por el coronel Capaz. Entre 1934 y 1935 participó en el levantamiento del mapa topográfico de Ifni.
Se encontraba en activo en Madrid cuando tuvo lugar la sublevación militar de julio de 1936, pero no tomó parte en ella. Tras el fracaso de aquella en Madrid, se negó a firmar la papeleta de adhesión al gobierno. El 8 de agosto fue requerido al Ministerio de la Guerra y después al despacho del general de la I División Orgánica para que se encargase de la organización del Estado Mayor de la división. Ante la negativa a hacerlo y enfrentarse a los sublevados, con los que simpatizaba, fue detenido e internado en la Cárcel Modelo de Madrid. Sometido a consejo de guerra, el juicio ante el Tribunal Popular N.º 1 de Madrid tuvo lugar los días 11 y 12 de octubre de 1936. Noreña fue acusado de un delito de rebelión militar y, durante el juicio, declaró su identificación con los sublevados. Fue condenado a pena de muerte, la máxima pena según la legislación militar para ese delito, «con la concurrencia de la circunstancia agravante de haber producido grave daño a los intereses del Estado y de los particulares». Aunque varias legaciones diplomáticas hispanoamericanas pidieron su indulto, fue fusilado en la madrugada del 14 de octubre en la Ciudad Universitaria. En 1938, el Tribunal Popular de Responsabilidades Civiles cifró su responsabilidad civil en dos millones de pesetas (12 000 euros).
Casado en 1915 con Blanca Masip Pérez (fallecida en 1965), el matrimonio tuvo cuatro hijos: tres mujeres (María Luisa, Ana María y María de la Paloma) y un varón (también llamado Carlos), que asimismo siguió la carrera militar y participó en la Guerra Civil en el bando franquista.

## Reconocimientos
Su negativa a combatir a los sublevados y su posterior ejecución fueron utilizadas de forma propagandística por la dictadura franquista. Así, por orden del ministro del Ejército, el general Varela, se dispuso que su nombre nombre figurase siempre al frente de la escala de tenientes coroneles de Estado Mayor. En las postrimerías del franquismo, el historiador militar Ramón Salas Larrazábal, le definió como «objetor de conciencia» en un artículo escrito para la revista Historia y vida (junio de 1975).

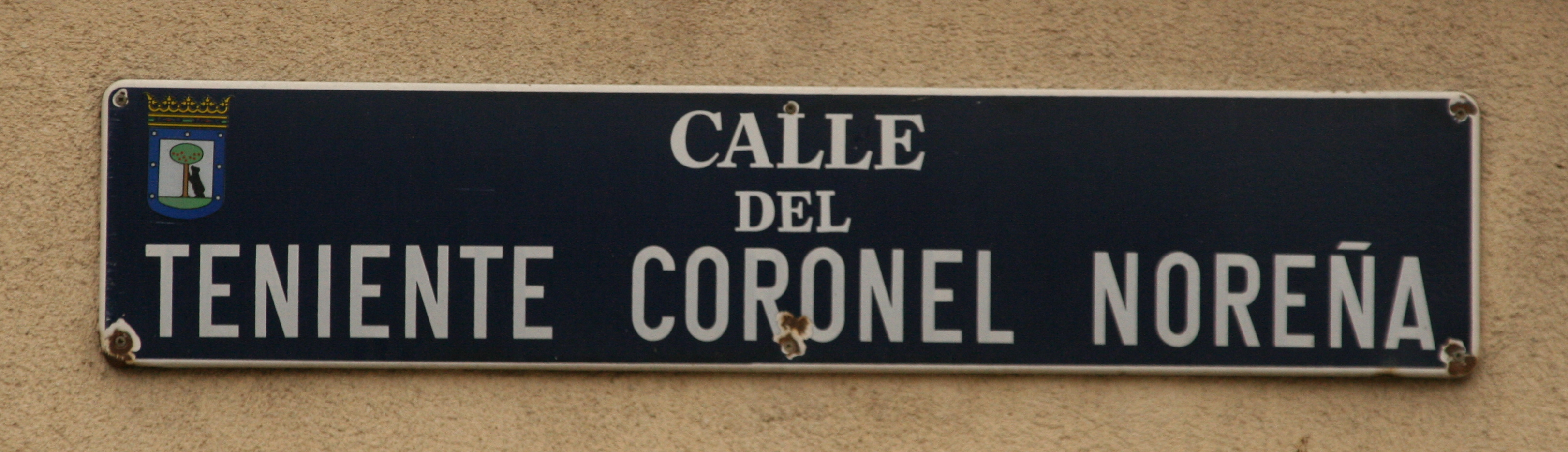
Placa de la calle Teniente Coronel Noreña de Madrid.

Del mismo modo, durante el franquismo, diversos edificios y elementos del callejero fueron bautizados con su nombre. En Madrid, se dio su nombre a una calle, la del Teniente Coronel Noreña, en el distrito de Arganzuela. Asignada el 27 de junio de 1939, sustituyó a la calle de Matías Gómez Latorre, que llevaba el nombre de uno de los fundadores del PSOE y la Agrupación Socialista Madrileña. La calle conservó su nombre tras la llegada de los ayuntamientos democráticos, pero fue señalada por diversas organizaciones y particulares como una de las que debía cambiar de nombre en cumplimiento de lo dispuesto en la Ley de Memoria Histórica. En Córdoba, en 1957, se inauguró la residencia sanitaria de la Seguridad Social Teniente Coronel Noreña, obra del arquitecto Juan de Zavala y Lafora. Permaneció en uso hasta los años 1982-1983 y fue demolida en 2004, tras más de dos décadas de abandono.